# Governatore del Minnesota
Il Governatore del Minnesota (in inglese: Governor of Minnesota) è il capo del governo dello stato statunitense del Minnesota e ha il compito di garantire l'esecuzione delle leggi dello Stato. È abilitato, a nome dei commissari di Stato e dei Capi di Dipartimento, ad approvare o non approvare (con il veto) le leggi della Legislatura del Minnesota, che detiene il potere legislativo. Il governatore è anche comandante in capo delle forze militari e navali dello Stato.
Henry H. Sibley è stato il primo governatore eletto nelle prime elezioni a livello statale tenutasi il 13 ottobre 1857 ed è entrato in carica dopo l'entrata del Minnesota come 32º stato degli Stati Uniti, l'11 maggio 1858. All'epoca, il governatore e il vice governatore furono eletti in scrutini separati e il loro mandato durava due anni. Con il passaggio dell'emendamento 1958 di stato costituzionale, i mandati del governatore e del vice governatore furono incrementati a quattro anni a partire dal 1963. Successivamente, l'emendamento 1972 di stato costituzionale previde l'elezione congiunta del governatore e del vice governatore. Prima del 1886, le elezioni a livello statale venivano svolte negli anni dispari. A causa di questo cambiamento (risultato dell'emendamento 1883 di Stato costituzionale), il secondo mandato di Lucius F. Hubbard come governatore durò tre anni.
I numeri indicano il tempo consecutivo nel quale il governatore è stato in carica. Per esempio, William R. Marshall fu governatore per due mandati consecutivi ed è considerato il quinto governatore dello Stato (e non il quinto e il sesto). Henry A. Swift divenne governatore dopo le dimissioni di Alexander Ramsey per il resto del secondo mandato di quest'ultimo. Il fatto che Swift non fu eletto in normali elezioni non influisce sulla numerazione, che fa di lui il terzo governatore. Rudy Perpich fu governatore per due mandati non consecutivi e quindi è considerato il 34º e il 36º governatore del Minnesota. A causa di questo l'elenco qui di seguito contiene 39 governatorati, ma solo 38 persone.
Prima della sua organizzazione come territorio, alcune porzioni del Minnesota facevano parte del Territorio del nord-ovest, Territorio dell'Indiana, Territorio del Louisiana (in seguito rinominato Territorio del Missouri), Territorio dell'Illinois, Territorio del Michigan, Territorio del Wisconsin e Territorio dell'Iowa.

## Elenco

### Governatori territoriali
| # | Foto | Nome                 | Mandato        | Mandato        | Partito     |
| # | Foto | Nome                 | Inizio         | Fine           | Partito     |
| - | ---- | -------------------- | -------------- | -------------- | ----------- |
| 1 |      | Alexander Ramsey     | 1º giugno 1849 | 15 maggio 1853 | Whig        |
| 2 |      | Willis Arnold Gorman | 15 maggio 1853 | 23 aprile 1857 | Democratico |
| 3 |      | Samuel Medary        | 23 aprile 1857 | 24 maggio 1858 | Democratico |

### Governatori dello Stato
| #  | Foto | Nome                     | Mandato           | Mandato           | Partito      |
| #  | Foto | Nome                     | Inizio            | Fine              | Partito      |
| -- | ---- | ------------------------ | ----------------- | ----------------- | ------------ |
| 1  |      | Henry Hastings Sibley    | 24 maggio 1858    | 2 gennaio 1860    | Democratico  |
| 2  |      | Alexander Ramsey         | 2 gennaio 1860    | 10 luglio 1863    | Repubblicano |
| 3  |      | Henry A. Swift           | 10 luglio 1863    | 11 gennaio 1864   | Repubblicano |
| 4  |      | Stephen Miller           | 11 gennaio 1864   | 8 gennaio 1866    | Repubblicano |
| 5  |      | William Rainey Marshall  | 8 gennaio 1866    | 9 gennaio 1870    | Repubblicano |
| 6  |      | Horace Austin            | 9 gennaio 1870    | 7 gennaio 1874    | Repubblicano |
| 7  |      | Cushman Kellogg Davis    | 7 gennaio 1874    | 7 gennaio 1876    | Repubblicano |
| 8  |      | John Sargent Pillsbury   | 7 gennaio 1876    | 10 gennaio 1882   | Repubblicano |
| 9  |      | Lucius Frederick Hubbard | 10 gennaio 1882   | 5 gennaio 1887    | Repubblicano |
| 10 |      | Andrew Ryan McGill       | 5 gennaio 1887    | 9 gennaio 1889    | Repubblicano |
| 11 |      | William Rush Merriam     | 4 gennaio 1889    | 9 gennaio 1893    | Repubblicano |
| 12 |      | Knute Nelson             | 4 gennaio 1893    | 31 gennaio 1895   | Repubblicano |
| 13 |      | David Marston Clough     | 31 gennaio 1895   | 2 gennaio 1899    | Repubblicano |
| 14 |      | John Lind                | 2 gennaio 1899    | 7 gennaio 1901    | Democratico  |
| 15 |      | Samuel Rinnah Van Sant   | 7 gennaio 1901    | 4 gennaio 1905    | Repubblicano |
| 16 |      | John Albert Johnson      | 4 gennaio 1905    | 21 settembre 1909 | Democratico  |
| 17 |      | Adolph Olson Eberhart    | 21 settembre 1909 | 5 gennaio 1915    | Repubblicano |
| 18 |      | Winfield Scott Hammond   | 5 gennaio 1915    | 30 dicembre 1915  | Democratico  |
| 19 |      | Joseph A. A. Burnquist   | 30 dicembre 1915  | 5 gennaio 1921    | Repubblicano |
| 20 |      | Jacob Preus              | 5 gennaio 1921    | 6 gennaio 1925    | Repubblicano |
| 21 |      | Theodore Christianson    | 6 gennaio 1925    | 6 gennaio 1931    | Repubblicano |
| 22 |      | Floyd B. Olson           | 6 gennaio 1931    | 22 agosto 1936    | Farmer Labor |
| 23 |      | Hjalmar Petersen         | 22 agosto 1936    | 4 gennaio 1937    | Farmer Labor |
| 24 |      | Elmer Austin Benson      | 4 gennaio 1937    | 2 gennaio 1939    | Farmer Labor |
| 25 |      | Harold Stassen           | 2 gennaio 1939    | 27 aprile 1943    | Repubblicano |
| 26 |      | Edward John Thye         | 27 aprile 1943    | 8 gennaio 1947    | Repubblicano |
| 27 |      | Luther Youngdahl         | 8 gennaio 1947    | 27 settembre 1951 | Repubblicano |
| 28 |      | Clyde Elmer Anderson     | 27 settembre 1951 | 2 gennaio 1955    | Repubblicano |
| 29 |      | Orville Freeman          | 5 gennaio 1955    | 2 gennaio 1961    | Democratico  |
| 30 |      | Elmer Lee Andersen       | 2 gennaio 1961    | 25 marzo 1963     | Repubblicano |
| 31 |      | Karl Rolvaag             | 25 marzo 1963     | 2 gennaio 1967    | Democratico  |
| 32 |      | Harold LeVander          | 2 gennaio 1967    | 4 gennaio 1971    | Repubblicano |
| 33 |      | Wendell Anderson         | 4 gennaio 1971    | 29 dicembre 1976  | Democratico  |
| 34 |      | Rudy Perpich             | 29 dicembre 1976  | 4 gennaio 1979    | Democratico  |
| 35 |      | Al Quie                  | 4 gennaio 1979    | 3 gennaio 1983    | Repubblicano |
| 36 |      | Rudy Perpich             | 3 gennaio 1983    | 7 gennaio 1991    | Democratico  |
| 37 |      | Arne Carlson             | 7 gennaio 1991    | 4 gennaio 1999    | Repubblicano |
| 38 |      | Jesse Ventura            | 4 gennaio 1999    | 6 gennaio 2003    | Reform       |
| 39 |      | Tim Pawlenty             | 6 gennaio 2003    | 3 gennaio 2011    | Repubblicano |
| 40 |      | Mark Dayton              | 3 gennaio 2011    | 7 gennaio 2019    | Democratico  |
| 41 |      | Tim Walz                 | 7 gennaio 2019    | in carica         | Democratico  |